# Schönberg (Rosenbach)
Schönberg ist ein Ortsteil der Gemeinde Rosenbach/Vogtl. im sächsischen Vogtlandkreis. Das zur Ortschaft Mehltheuer gehörende Dorf wurde am 1. Januar 1999 nach Mehltheuer eingemeindet, mit dem es am 1. Januar 2011 zur Gemeinde Rosenbach/Vogtl. kam.

## Geographie

### Geographische Lage
Schönberg liegt im Westen der Gemeinde Rosenbach/Vogtl. unweit der Landesgrenze zu Thüringen auf einer Wasserscheide. Die Bäche in der nördlichen Ortsflur entwässern in die Wisenta, die der südlichen Ortsflur in die Weiße Elster. Schönberg liegt im Nordwesten des Vogtlandkreises und im sächsischen Teil des historischen Vogtlandes. Geographisch befindet sich der Ort im Zentrum des Naturraums Vogtland (Übergang vom Thüringer Schiefergebirge ins Mittelvogtländische Kuppenland).

### Nachbarorte
Schönberg grenzt an vier weitere Ortsteile der Gemeinde Rosenbach/Vogtl. und drei Ortsteile der Stadt Pausa-Mühltroff.
| Mühltroff (Pausa-Mühltroff) | Ranspach (Pausa-Mühltroff)                  | Drochaus |
|                             | Kompassrose, die auf Nachbargemeinden zeigt |          |
| Kornbach (Pausa-Mühltroff)  | Rodau                                       | Demeusel |

## Geschichte

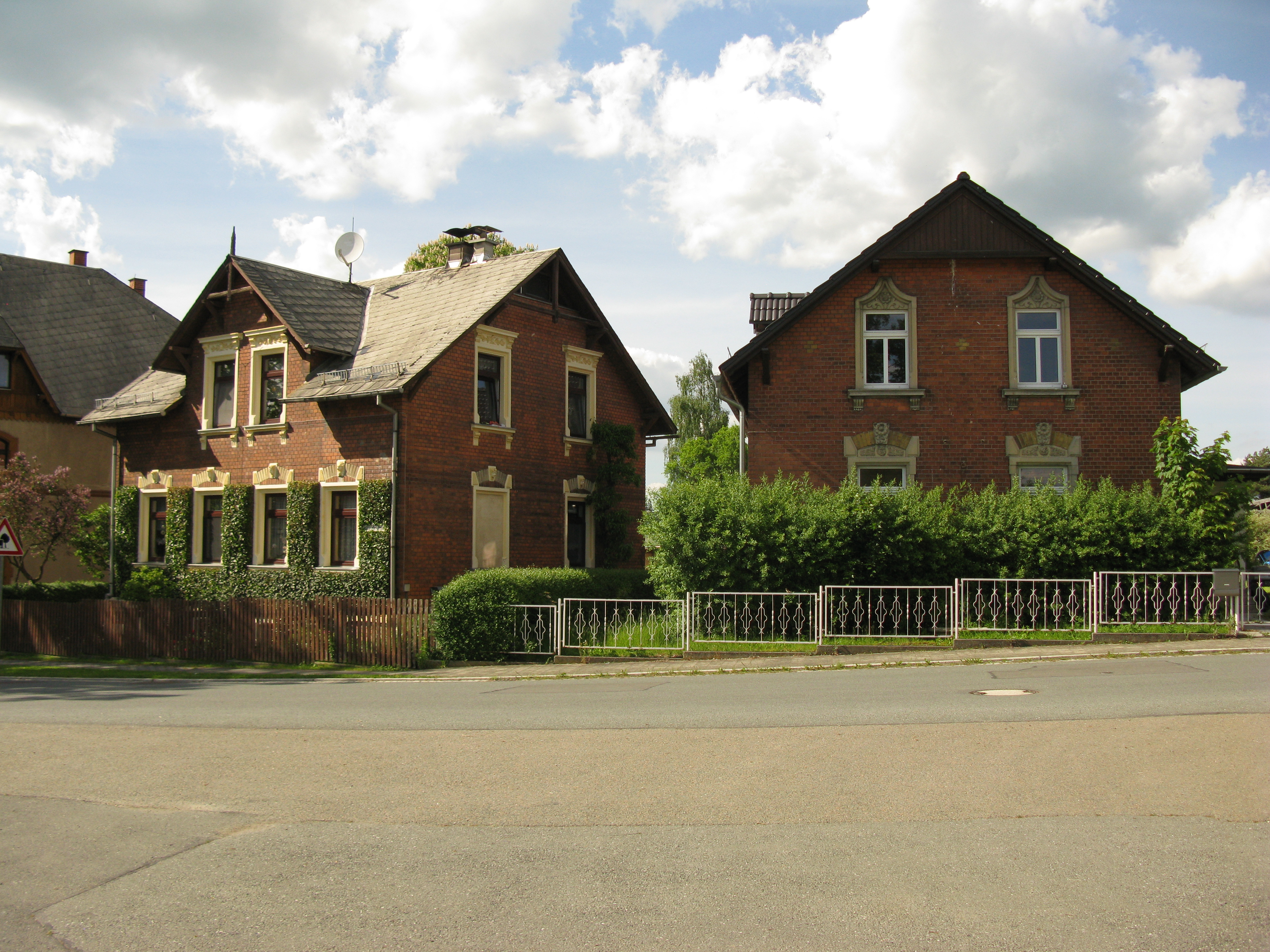
Denkmalgeschützte Häuser in der Nähe des Bahnhofs Schönberg (Vogtl)

Die urkundliche Ersterwähnung von Schonberg erfolgte im Jahr 1382. Im Jahr 1402 wurde in einer Urkunde das Waldhufendorf Schonperge mit immerhin achtzehn Mannschaften (Bauernhöfen) erwähnt, dessen ursprüngliche Struktur im oberen Dorf rund um den Anger noch weitestgehend erkennbar ist. Bezüglich der Grundherrschaft gehörte Schönberg im 16. Jahrhundert anteilig zu den Rittergütern Rodau und Leubnitz, sowie als Amtsdorf zum Amt Plauen. Im Jahr 1764 ist nur noch die Grundherrschaft des Ritterguts Leubnitz und als Plauener Amtsdorf verzeichnet. Kirchlich war Schönberg um 1578 nach Leubnitz gepfarrt, seit dem 19. Jahrhundert nach Rodau.
Schönberg gehörte bis 1856 zum kursächsischen bzw. königlich-sächsischen Amt Plauen. 1856 wurde der Ort dem Gerichtsamt Pausa und 1875 der Amtshauptmannschaft Plauen angegliedert. Mit der Eröffnung des Abschnitts Plauen–Hof der Bahnstrecke Leipzig–Hof erhielt Schönberg am 20. November 1848 eine Bahnstation. Durch die Eröffnung der Bahnstrecken nach Schleiz (1887) und nach Hirschberg (Saale) (1892) wurde der Bahnhof Schönberg (Vogtl) zu einem Eisenbahnknoten, welcher besonders für den Güterverkehr von Bedeutung war. Dadurch kam es zur Ansiedlung von Industriebetrieben in der Nähe des Bahnhofs und zum Bau von Reihenhäusern auf der der Bahnlinie abgewandten Seite der Bahnhofstraße. Im Jahr 1896 wurde ein Bahnhofshotel errichtet, das von Handelsreisenden und Sommerfrischlern genutzt wurde.
Durch die zweite Kreisreform in der DDR kam die Gemeinde Schönberg im Jahr 1952 zum Kreis Plauen-Land im Bezirk Chemnitz (1953 in Bezirk Karl-Marx-Stadt umbenannt), der ab 1990 als sächsischer Landkreis Plauen fortgeführt wurde und 1996 im Vogtlandkreis aufging. Nachdem der Personenverkehr auf den Bahnstrecken nach Hirschberg bzw. Schleiz in den Jahren 1994 bzw. 2006 eingestellt wurde, wird der Bahnhof Schönberg (Vogtl) nur noch von Regionalbahnen auf der Bahnstrecke Leipzig–Hof bedient. Die Bahnstrecke nach Schleiz wird seit 2007 mit Sonderzügen des Fördervereins Wisentatalbahn nach einem besonderen Fahrplan befahren.
Am 1. Januar 1999 wurde Schönberg nach Mehltheuer eingemeindet, welches sich am 1. Januar 2011 mit Leubnitz und Syrau zur Gemeinde Rosenbach/Vogtl. zusammenschloss.

### Entwicklung der Einwohnerzahl
| Jahr | Einwohnerzahl                                            |
| ---- | -------------------------------------------------------- |
| 1557 | 18 besessene Mann, 13 Inwohner                           |
| 1764 | 19 besessene Mann, 2 Häusler, 9 1/4 Hufen je 30 Scheffel |
| 1834 | 137                                                      |
| 1871 | 183                                                      |
| 1890 | 248                                                      |
| 1910 | 450                                                      |
| 1925 | 467                                                      |
| 1939 | 478                                                      |
| 1946 | 542                                                      |
| 1950 | 527                                                      |
| 1964 | 479                                                      |
| 1990 | 382                                                      |
| 2011 | 275                                                      |

## Verkehr

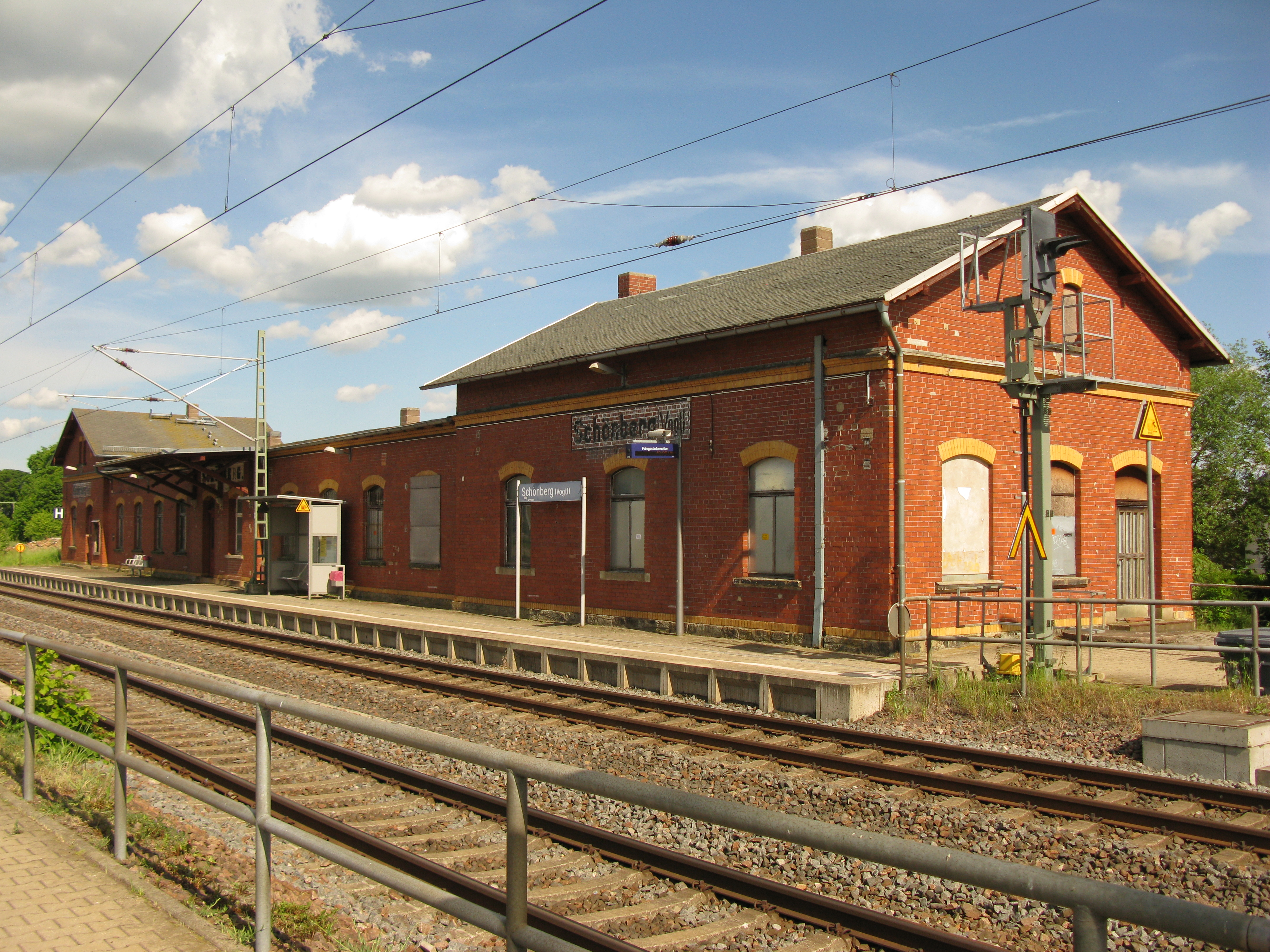
Der Bahnhof Schönberg (Vogtl)

Durch Schönberg verläuft die Staatsstraße 318, die zur Bundesstraße 282 führt.
Am Bahnhof Schönberg (Vogtl) treffen sich die Bahnstrecke Leipzig–Hof, die Bahnstrecke Schönberg–Schleiz und die mittlerweile eingestellte Bahnstrecke Schönberg–Hirschberg. Heute wird der Bahnhof Schönberg (Vogtl) nur noch im Regionalverkehr von der Erfurter Bahn und der Vogtlandbahn auf der Bahnstrecke Leipzig–Hof bedient. Auf der Strecke nach Schleiz verkehren seit 2007 Sonderzüge des Fördervereins Wisentatalbahn nach einem besonderen Fahrplan.
Schönberg wird im Zweistundentakt von der TaktBus-Linie 41 des Verkehrsverbunds Vogtland angebunden. Diese verkehrt nach Pausa und Zeulenroda sowie nach Mehltheuer, wo Anschluss zu den Zügen nach Plauen besteht. Der Ort wird außerdem von der RufBus-Linie 44 nach Kornbach und Mehltheuer bedient.